# Recta real extendida

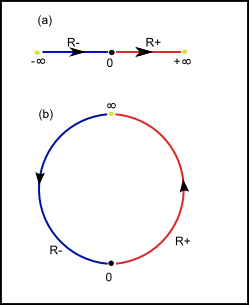
a) Recta real extendida, b) Recta real extendida proyectiva

En matemática, la recta real extendida o recta real acabada es un espacio métrico que se obtiene a partir de los números reales {\displaystyle {\mathbb {R} }} por la añadidura de dos elementos: {\displaystyle +\infty } y {\displaystyle -\infty } (léase infinito positivo e infinito negativo, respectivamente). A cada número real le corresponde un punto de la recta, y a cada punto de la recta le corresponde un número real; por ello, se dice que los números reales completan la recta.
La recta real extendida proyectiva añade un solo objeto: {\displaystyle \infty } (punto del infinito), y no hace distinción entre infinitos «positivo» o «negativo», sino que está más relacionada a representar cualquier valor, o cualquier punto, sobre la recta real extendida. Es importante destacar que, estos nuevos elementos no son números reales.
La recta real extendida se denota por {\displaystyle {\overline {\mathbb {R} }}} o bien {\displaystyle [-\infty ,+\infty ]}; es utilizada para describir varios comportamientos al límite en cálculo infinitesimal y análisis matemático, especialmente en la teoría de la medida e integración.
Cuando el significado se deduce del contexto, el símbolo {\displaystyle +\infty } se escribe simplemente {\displaystyle \infty }.

## Definiciones

### Límites
La necesidad de su definición, surge al describir el comportamiento de una función f(x), cuando o bien el argumento x o bien el valor de la función f(x) se vuelve «muy grande» en algún sentido.
Por ejemplo, la función {\displaystyle f(x)=x^{-2}\ }.
La gráfica de esta función tiene una asíntota horizontal en f(x) = 0. Geométricamente, esto significa que conforme el valor de x crece (hacia la derecha del plano cartesiano), más se aproxima el valor de 1/x2 a 0 (el eje horizontal). Este comportamiento al límite es similar al del límite de una función en un número real, excepto que ahí no hay número real hacia el cual x se aproxima.
Añadiéndole los elementos +∞ y −∞ a R, se permite la formulación de "límite al infinito" con propiedades topológicas similares a las de R.

### Medida e integración
En teoría de la medida, se suelen admitir conjuntos que tienen medida infinita e integrales cuyo valor puede ser infinito.
Tales medidas surgen naturalmente del cálculo. Por ejemplo, si se le asigna una medida a R  correspondiente con la longitud usual de los intervalos, esta medida debe ser mayor que cualquier número real finito. También, si se consideran integrales no acotadas, como
{\displaystyle \int _{1}^{\infty }{\frac {dx}{x}}}
surge el valor "infinito". Finalmente, se suele considerar el límite de una sucesión de funciones, como
{\displaystyle f_{n}(x)=\left\{{\begin{array}{lcl}2n(1-nx)&\mathrm {si} &0\leq x\leq {\frac {1}{n}}\\0&\mathrm {si} &{\frac {1}{n}}<x\leq 1\end{array}}\right.}
Si no permitiesen valores infinitos a funciones, resultados tan esenciales como el teorema de convergencia monótona y el teorema  de convergencia dominada no tendrían sentido.

## Orden y propiedades topológicas
La recta real extendida se vuelve un conjunto totalmente ordenado definiendo −∞ ≤ a ≤ +∞ para todo a. Este orden tiene la agradable propiedad de que todo subconjunto tiene un supremo y un ínfimo: conforma un retículo completo.
Esto induce un orden topológico sobre R. En esta topología, un conjunto U es una vecindad de +∞ si y solo si contiene un conjunto {x: x > a} para algún número real a, y análogamente para las vecindades de −∞. R es un espacio de Hausdorff compacto homeomorfo al intervalo unidad [0, 1]. Luego esta topología es metrizable, corresponde (para un homeomorfismo dado) a la métrica usual en este intervalo. No hay una métrica que sea una extensión de la métrica usual sobre R.
Con esta topología, se pueden definir especialmente los límites para x tendiendo a +∞ y −∞, y los conceptos  especialmente definidos de límites igual a +∞ y −∞, se reducen a la definición topológica de límites.

## Propiedades aritméticas
Las propiedades aritméticas de R pueden extenderse parcialmente a R del siguiente modo:
{\displaystyle {\begin{aligned}a+\infty =+\infty +a&=+\infty ,&a&\neq -\infty \\a-\infty =-\infty +a&=-\infty ,&a&\neq +\infty \\a\cdot (\pm \infty )=\pm \infty \cdot a&=\pm \infty ,&a&\in (0,+\infty ]\\a\cdot (\pm \infty )=\pm \infty \cdot a&=\mp \infty ,&a&\in [-\infty ,0)\\{\frac {a}{\pm \infty }}&=0,&a&\in \mathbb {R} \\{\frac {\pm \infty }{a}}&=\pm \infty ,&a&\in \mathbb {R} ^{+}\\{\frac {\pm \infty }{a}}&=\mp \infty ,&a&\in \mathbb {R} ^{-}\end{aligned}}}
Aquí, "a + ∞" significan ambos "a + (+∞)" y "a − (−∞)", y "a − ∞" significan ambos "a − (+∞)" y "a + (−∞)".
Las expresiones ∞ − ∞, 0 × (±∞) y ±∞ / ±∞ (llamadas formas indeterminadas) son usualmente indefinidas a la izquierda. Son reglas modeladas por las leyes de los límites infinitos. No obstante, en el contexto de la probabilidad o teoría de la medida, 0 × (±∞) se define a menudo como 0.
La expresión 1/0 no se define ni como +∞ ni como −∞, porque aunque es cierto que cuando f(x) → 0 para una función continua f(x) debe suceder que 1/f(x) está eventualmente contenida en toda vecindad del conjunto {−∞, +∞}, no es cierto que  1/f(x) deben tender a uno de estos puntos. Un ejemplo es f(x) = sin(x)/x. Esto deja de suceder al aplicar el valor absoluto a la función, quedando  1/| f(x) |, en ese caso se aproxima a +∞.

## Propiedades algebraicas
Con las definiciones arriba expuestas, R no es un cuerpo ni un anillo, pero posee las siguientes propiedades:
- a + (b + c) y (a + b) + c son ambos o bien iguales o bien indefinidos.
- a + b yb + a son ambos o bien iguales o bien indefinidos.
- a × (b × c) y (a × b) × c son ambos o bien iguales o bien indefinidos.
- a × b yb × a son ambos o bien iguales o bien indefinidos.
- a × (b + c) y (a × b) + (a × c) son ambos o bien iguales o bien indefinidos.
- si a ≤ b y si ambos a + c yb + c están definidos, entonces a + c ≤ b + c.
- si a ≤ b yc > 0  y ambos a × c y b × c están definidos, entonces a × c ≤ b × c.

En general, todas las leyes de la aritmética serán válidas en R siempre y cuando las expresiones que intervienen estén definidas.